# Охленберг
Охленберг (нім. Ochlenberg) — громада  в Швейцарії в кантоні Берн, адміністративний округ Верхнє Ааргау.

## Географія
Громада розташована на відстані близько 32 км на північний схід від Берна.
Охленберг має площу 12,1 км², з яких на 4,3% дозволяється будівництво (житлове та будівництво доріг), 63% використовуються в сільськогосподарських цілях, 32,6% зайнято лісами, 0,2% не є продуктивними (річки, льодовики або гори).

## Демографія
2019 року в громаді мешкало 570 осіб (-1,2% порівняно з 2010 роком), іноземців було 3,9%. Густота населення становила 47 осіб/км².
За віковим діапазоном населення розподілялося таким чином: 20,7% — особи молодші 20 років, 56,5% — особи у віці 20—64 років, 22,8% — особи у віці 65 років та старші. Було 242 помешкань (у середньому 2,3 особи в помешканні).
Із загальної кількості 194 працюючих 155 було зайнятих в первинному секторі, 10 — в обробній промисловості, 29 — в галузі послуг.